# Campos (sobrenome)

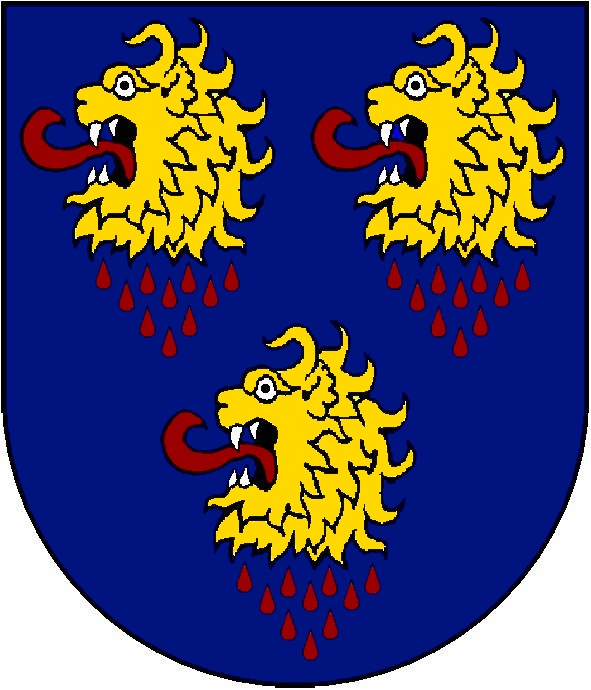
Brasão de armas da família Campos

Campos trata-se de um sobrenome de origem toponímica geralmente aceita como proveniente da Espanha.

## Origem
Tal apelido foi utilizado inicialmente pelos espanhóis e portugueses. Os primeiros a usarem este sobrenome foram pessoas que vieram da Terra de Campos (Campi Gotorum, Terra dos Godos) em Palência, Leão e Valladolid na Espanha. Ao chegarem em Portugal os sobrenomes Campo e Campos se separaram com cada um desenvolvendo seu próprio brasão. É muito popular no Brasil não sendo necessariamente as pessoas que possuem tal sobrenome serem relacionadas entre si. Muitos descendem de vários que vieram de Portugal, entre elas Judeus que ao chegarem no Brasil alteraram seus sobrenomes para similares católicos a fim de não serem perseguidos (vide Cristãos-novos). Na época colonial era comum muitos escravos possuírem sobrenomes de seus senhores para os identificarem entre os escravos. Portanto, os que possuem o sobrenome Campo/Campos tem origem entre portugueses, espanhóis, Judeus, escravos, etc.
Em São Paulo e Mato Grosso, por exemplo, muitos dos Campos descendem de Filipe de Campos Banderborg (1615-1681), português filho de mãe portuguesa e pai belga, conforme registrado na Genealogia Paulistana de Luís Gonzaga da Silva Leme. Os bandeirantes Manuel de Campos Bicudo e Antônio Pires de Campos são de sua família.